# Odontonema
Odontonema (hrv. odontonema; lat. Odontonema), biljni rod iz porodice primogovki smješten u podtribus Graptophyllinae, dio tribusa Justicieae, potporodica Acanthoideae. Sastoji se od 32 vrste u Novom svijetu

## Opis.
Uspravni grmovi s linearnim cistolitima. Listovi peteljkasti, nasuprotni par spojen poprečnim grebenom. Cvat na vrhu, poput grozda, cvjetovi u grozdovima. Brakteje 2, male; brakteole 2, slične braktejama. Čaška mala, s 5 režnjeva, slobodna gotovo do baze, više-manje jednaka. Vjenčić crven, jedva dvoustan, dug cjevast; režnjeva 5, kratkih, više-manje jednakih. Prašnici 2, umetnuti blizu sredine cjevčice vjenčića, uključeni (u Australiji); prašnici 2-stanični, stanice paralelne, jednako umetnute; staminodi 2. Jajnik sa 2 ovule po stanici, stil dug. Čahura u obliku batine, bazalni dio bez sjemena; istaknute kuke koje nose sjeme. Sjeme 2 ili 4, plosnato, golo.

## Vrste
1. Odontonema albiflorum Leonard
2. Odontonema album V.M.Baum
3. Odontonema aliciae T.F.Daniel & J.F.Carrión
4. Odontonema ampelocaule Leonard
5. Odontonema amplexicaule (Nees) Kuntze
6. Odontonema auriculatum (Rose) T.F.Daniel
7. Odontonema barlerioides (Nees) Kuntze
8. Odontonema bracteolatum (Jacq.) Kuntze
9. Odontonema brevipes Urb.
10. Odontonema callistachyum (Schltdl. & Cham.) Kuntze
11. Odontonema corymbulosum (Bertol.) MacVean, Cristof., T.F.Daniel & Baldini
12. Odontonema cuspidatum (Nees) Kuntze
13. Odontonema dissitiflorum (Nees) Kuntze
14. Odontonema fuchsioides (Nees) Kuntze
15. Odontonema glaberrimum (M.E.Jones) V.M.Baum
16. Odontonema glabrum Brandegee
17. Odontonema guayaquilense Cornejo
18. Odontonema hondurense (Lindau) D.N.Gibson
19. Odontonema laxum V.M.Baum
20. Odontonema liesneri Wassh.
21. Odontonema lindavii (Urb.) Acev.-Rodr.
22. Odontonema mazarunensis Wassh.
23. Odontonema microphyllus Durkee
24. Odontonema mortonii V.M.Baum
25. Odontonema nitidum (Jacq.) Kuntze
26. Odontonema peruvianum J.R.I.Wood
27. Odontonema rubrum (Vahl) Kuntze
28. Odontonema rutilans (Planch.) Kuntze
29. Odontonema schomburgkianum (Nees) Kuntze
30. Odontonema sessile (Nees) Kuntze
31. Odontonema speciosum V.M.Baum
32. Odontonema tubaeforme (Bertol.) Kuntze

## Sinonimi
- Diateinacanthus Lindau; Bull. Herb. Boissier Ser. II. 5: 369 (1905)
- Phidiasia Urb.; Symb. Antill. 9: 131 (1923)